# Sławomir Koper
Sławomir Koper (ur. 21 listopada 1963 w Warszawie) – polski pisarz, autor książek historycznych, publicysta, scenarzysta, radiowy i telewizyjny ekspert historyczny.

## Życiorys
Absolwent Wydziału Historycznego Uniwersytetu Warszawskiego (1991).
Współpracował z miesięcznikiem „Uważam Rze Historia” i był felietonistą tygodnika „Do Rzeczy”. Publikuje w miesięcznikach: „Historia Do Rzeczy”, „Mówią Wieki”, „Życie na Gorąco – Retro”, „Poznaj Świat” oraz „Wojsko i Technika – Historia”, a także w dwumiesięczniku „Największe Afery” oraz na portalach internetowych: wp.pl, kobieta.interia.pl, SuperHistoria.pl i WielkaHistoria.pl.
Jest stałym współpracownikiem „Pamiętnika Literackiego” wydawanego przez Stowarzyszenie Pisarzy Polskich na Obczyźnie.
W serwisie YouTube prowadzi vlog Historia z Koprem na kanale „Super Expressu” i vlog Koper na tropie na kanale wydawnictwa Fronda.
W listopadzie 2013 został odznaczony przez prezydenta RP Bronisława Komorowskiego Srebrnym Krzyżem Zasługi za popularyzację historii w społeczeństwie, a w listopadzie 2015 odznaką Zasłużony dla Kultury Polskiej nadaną przez Ministra Kultury i Dziedzictwa Narodowego.

## Twórczość
W swoich książkach przedstawia historię głównie poprzez fakty mało znane, zapomniane lub pomijane w „oficjalnych” monografiach. Prezentuje ważne i znane, ale także nieco już zapomniane postacie w kontekście życia prywatnego i codziennego oraz obyczajowości charakterystycznej dla danej epoki. Wychodzi z założenia, „że życie prywatne, z jego wszystkimi składnikami jest istotną częścią biografii każdego człowieka. A polityk czy artysta ukazany w szlafroku i kapciach zyskuje tylko na autentyczności”.
Uchodzi za jednego z najbardziej popularnych pisarzy historycznych, według informacji wydawców, tylko w latach 2009–2012 sprzedano około 430 tys. jego książek, natomiast do końca marca 2016 sprzedaż osiągnęła 800 tys. Pozycje jego autorstwa wielokrotnie znajdowały się na listach bestsellerów EMPIK, Matras i „Gazety Wyborczej”. W 2012 jego książka Życie artystek w PRL otrzymała nominację do bestsellera EMPiK-u, natomiast Chorwacja. Przewodnik historyczny została uhonorowana tytułem książki miesiąca przez Magazyn Literacki „Książki”.
W początkowym okresie swojej twórczości wykorzystywał fragmenty tekstów źródłowych, nie podając przypisów (tylko w bibliografii). Zostało to zaskarżone do sądu przez jednego z poszkodowanych, a sprawa zakończyła się polubownie (wypłata odszkodowania przez wydawnictwo i zamieszczenie przeprosin w prasie).

## Publikacje
- 1997

Tajemnice i sensacje świata antycznego, Wydawnictwo „Lampart”, ISBN 83-86776-27-7.
Miłość i polityka • Kobiety świata antycznego, Wydawnictwo WiS-2.
- 1998

Miłość, seks i polityka w starożytnych Grecji i Rzymie (II wyd. 2004), Bellona.
- 2005

Dzieje świata i Polski • Kalendarium, Świat Książki, ISBN 83-247-0224-5.
- 2006

Śladami pierwszych Piastów, Świat Książki, ISBN 83-7391-848-5.
- 2007

Wędrówki po Polsce piastowskiej, Świat Książki, ISBN 978-83-247-0230-5.
- 2008

Leksykon historii mistrzostw Europy w piłce nożnej 1960-2008, Axel Springer.
Spacer po Lwowie, Axel Springer, ISBN 978-83-7558-333-5.
- 2009

Życie prywatne elit Drugiej Rzeczypospolitej, Bellona, ISBN 978-83-11-12094-5.
- 2010

Kobiety w życiu Mickiewicza, Bellona, ISBN 978-83-11108-54-7.
Życie prywatne elit artystycznych Drugiej Rzeczypospolitej, Bellona, ISBN 978-83-11-12149-2.
Józef Piłsudski • Człowiek i polityk, Bellona, ISBN 978-83-11-11941-3.
- 2011

Życie prywatne i erotyczne w starożytnej Grecji i Rzymie (III wyd., uzup. i popr.), Bellona, ISBN 978-83-11-12005-1.
Ukraina • Przewodnik historyczny. Polskie ślady, tragiczne dzieje, Bellona, ISBN 978-83-11-12173-7.
Chorwacja • Przewodnik historyczny. O fascynującej historii, jedzeniu i piciu, Bellona, ISBN 978-83-11-12089-1.
Afery i skandale Drugiej Rzeczypospolitej, Bellona, ISBN 978-83-11-12046-4.
Wpływowe kobiety Drugiej Rzeczypospolitej, Bellona, ISBN 978-83-11-12145-4.
- 2012

Tajemnice i sensacje świata antycznego (II wyd., rozsz., uzup. i popr.), Bellona, ISBN 978-83-11-12214-7.
Polskie piekiełko • Obrazy z życia elit emigracyjnych 1939–1945, Bellona ISBN 978-83-11-12301-4.
Kobiety władzy PRL, Czerwone i Czarne, ISBN 978-83-7700-037-3.
Wielcy zdrajcy • Od Piastów do PRL, Bellona, ISBN 978-83-1112-477-6.
- 2013

Życie artystek w PRL, Czerwone i Czarne, ISBN 978-83-7700-067-0.
Dwudziestolecie międzywojenne, t. 1–22, Bellona, Edipresse, ISBN 978-83-7769-550-0.
Piastowie • Wędrówki po Polsce pierwszej dynastii (II wyd., uzup. i popr.), Bellona, ISBN 978-83-11-12593-3.
Gwiazdy II Rzeczypospolitej, Bellona, ISBN 978-83-11-12708-1.
Miłość w Powstaniu Warszawskim, Czerwone i Czarne.
Alkohol i muzy • Wódka w życiu polskich artystów, Czerwone i Czarne, ISBN 978-83-7700-136-3.
- 2014

Sławne pary PRL, Czerwone i Czarne, ISBN 978-83-7700-138-7.
Skandaliści PRL, Czerwone i Czarne, ISBN 978-83-7700-144-8.
Gwiazdy kina PRL, Czerwone i Czarne, ISBN 978-83-7700-150-9.
Życie towarzyskie elit PRL, Czerwone i Czarne, ISBN 978-83-7700-154-7.
Wielcy szpiedzy w PRL, Czerwone i Czarne, ISBN 978-83-7700-156-1.
Stracone pokolenie PRL, Czerwone i Czarne, ISBN 978-83-7700-168-4.
Wielkie Księstwo Litewskie i Inflanty. Przewodnik historyczny śladami polskości Kresów, Bellona, ISBN 978-83-11-13403-4.
- 2015

Życie prywatne elit władzy PRL, Czerwone i Czarne, ISBN 978-83-7700-172-1.
Królowe salonów II RP, Czerwone i Czarne, ISBN 978-83-7700-188-2.
Zachłanne na życie, Złota kolekcja, Czerwone i Czarne, ISBN 978-83-7700-195-0.
Kresy Południowo-Wschodnie, Bellona, ISBN 978-83-11-13917-6.
Żony bogów • Sześć portretów żon sławnych pisarzy, Czerwone i Czarne, ISBN 978-83-7700-207-0.
Oszuści, zabójcy, kasiarze, Czerwone i Czarne, ISBN 978-83-7700-209-4.
Moje kresy sentymentalne, Bellona, ISBN 978-83-1113-941-1.
- 2016

Bodo • Historia z tragicznym zakończeniem, Czerwone i Czarne, ISBN 978-83-7700-214-8.
Mój Lwów (także autor zdjęć), Bellona, ISBN 978-83-1114-173-5.
Najbogatsze, Czerwone i Czarne, ISBN 978-83-7700-238-4.
- 2017

Ulubieńcy bogów, Czerwone i Czarne, ISBN 978-83-7700-286-5.
Jagiellonowie • Schyłek średniowiecza, Bellona, ISBN 978-83-11-15057-7.
- 2018

Polscy szpiedzy, Bellona, ISBN 978-83-1115-05-22 (wspólnie z Arkadiuszem Biedrzyckim).
Zbrodnie z namiętności, W.A.B., ISBN 978-83-2805-35-26.
Korepetycje z Niepodległości, W.A.B., ISBN 978-83-280-6045-6 (wspólnie z Tymoteuszem Pawłowskim).
- 2019

Polscy terroryści i zamachowcy • Od powstania styczniowego do III RP, Harde, ISBN 978-83-660-1245-5.
Piekiełko nad Wisłą. Sceny z życia polskich elit pod okupacją, Bellona, ISBN 978-83-111-5228-1.
Klątwy, sekrety, skandale • Historia Polski przez dziurkę od klucza, Fronda, ISBN 978-83-807-9422-1.
Tajemnice marszałka Śmigłego-Rydza • Bohater, tchórz czy zdrajca?, Harde, ISBN 978-83-66252-13-4 (wspólnie z Tymoteuszem Pawłowskim).
Mity polskiego września 1939, Czarna Owca, ISBN 978-83-814-3299-3 (wspólnie z Tymoteuszem Pawłowskim).
Ostatnie lata polskiego Lwowa, Fronda, ISBN 978-83-807-9465-8 (wspólnie z Tomaszem Stańczykiem).
Spowiedź Śmigłego • Szczera rozmowa z piłsudczykiem, Bellona, ISBN 978-83-1115-793-4.
Nobliści skandaliści, Harde, ISBN 978-83-66252-79-0.
Święta po polsku • Tradycje i skandale, Fronda, ISBN 978-83-80794-89-4.
- 2020

Ostatnie lata polskiego Wilna, Fronda, ISBN 978-83-80794-95-5 (wspólnie z Tomaszem Stańczykiem).
Polscy szpiedzy 2, Bellona, ISBN 978-83-11157-98-9.
Moniuszko, Harde, ISBN 978-83-662-5221-9.
Mity wojny 1920, Czarna Owca, ISBN 978-83-814-3687-8 (wspólnie z Tymoteuszem Pawłowskim).
Sekretne życie autorów lektur szkolnych, Nie tacy święci jak ich malują, Fronda, ISBN 978-83-8079-539-6.
Skrzydlata ferajna • Ci cholerni Polacy prywatnie, Bellona, ISBN 978-83-1116-003-3.
Ostatnie lata polskich Kresów, Fronda, ISBN 978-83-8079-554-9 (wspólnie z Tomaszem Stańczykiem).
Nieznane losy autorów lektur szkolnych • Wstydliwe tajemnice mistrzów pióra, Fronda, ISBN 978-83-8079-574-7.202
- 2021

Jagiellonowie • Złoty wiek, Bellona, ISBN 978-83-111-5796-5.
Blaski i cienie II Rzeczypospolitej, Harde, ISBN 978-83-66630-16-1.
Najdalsze Kresy • Ostatnie polskie lata, Fronda, ISBN 978-83-8079601-0 (wspólnie z Tomaszem Stańczykiem).
Milionerki. Fortuny Polek, Harde, ISBN 978-83-66630-29-1.
Historyczne Archiwum X • Tajemnicze zgony znanych Polaków, Fronda, ISBN 978-83-8079-587-7.
Tajemne życie autorów książek dla dzieci, Fronda, ISBN 978-83-8079-637-9.
- 2022

Kresy północy. Wyprawa do polskich Inflant. Fronda ISBN 978-83-807-9683-6 (wspólnie z Tomaszem Stańczykiem).
Mistycy, prorocy, szarlatani, Harde ISBN 978-83-662-5254-7 (wspólnie z Tomaszem Stańczykiem).
Szokujące oblicza autorów lektur szkolnych, Fronda ISBN 978-83-8079-738-3.
PRL po godzinach. Celebryci, luksusy, obyczaje, Harde ISBN 978-83-6721-732-3.
Zapomniane Kresy. Ostatnie polskie lata, Fronda ISBN 978-83-807-9811-3.
- 2023

Mistrzowie polskiego kabaretu, Fronda, ISBN 978-83-807-9849-6.
PRL. Kartki z kalendarza, Harde, ISBN 978-83-834-3024-9.
Przeboje PRL. To śpiewała cała Polska, Harde, ISBN 978-83-834-3012-6 (wspólnie z Markiem Sierockim).
Miłość, krew i wojna. 1920. Powieść awanturnicza, Harde ISBN 978-83-8443-095-9 (wspólnie z Robertem Miękusem)
Wielkie Księstwo Litewskie. Podróż po bliskich Kresach, Fronda ISBN 978-83-807-9914-1.
- 2024

W stepie szerokim. Podróż po ukraińskich Kresach, Fronda IBN 978-83-807-9934-9
Niezwykła Toskania. Sztuka, krajobrazy i antipasti, Fronda, ISBN 978-83-807-9947-9
Przeboje PRL. Hity rocka, Harde, ISBN 978-83-834-3354-7 (wspólnie z Markiem Sierockim)
Kartki z kalendarza. II Rzeczypospolita, Harde, ISBN 978-83-8343-436-0
Najbliższe Kresy. Ostatnie polskie lata, Fronda, ISBN 978-83-8079-067-4.
PRL na czterech kółkach, Harde, ISBN, 978-83-8343-463-6
- 2025

Okupacyjne piekiełko. Zdrajcy, bohaterowie, wstydliwe tajemnice, Harde ISBN 978-83-834-3539-8.
Bajeczna Chorwacja. Zabytki, Adriatyk i cevapcici, Fronda, ISBN 978-83-807-9138-1.
Celebryci, skandale i sensacje II Rzeczypospolitej, Harde, ISBN 978-83-834-3580-0

Jako Antoni Ares
- 2016

303 wzloty i upadki • Awanturnicze losy bohaterów bitwy o Anglię, Czerwone i Czarne, ISBN 978-83-770-0260-5.
Jako Ewa Lando
- 2016: Wszyscy się czegoś bali • Fobie, lęki i kompleksy wielkich Polek i Polaków, Czerwone i Czarne, ISBN 978-83-770-0264-3.

## Scenariusze
- Sekretne życie gwiazd PRL – telewizyjny program dokumentalny (scenariusz i prowadzenie)
- Polscy szpiedzy – dokumentalny serial telewizyjny[20]
- Polscy szpiedzy 2 – serial dokumentalny[21]
- Polska z góry • Zamki, dworki, pałace – dokumentalny serial telewizyjny
- Polska z góry • Zamki, dworki, pałace 2 – dokumentalny serial telewizyjny
- Polska z góry • Zamki, dworki, pałace 3 – dokumentalny serial telewizyjny
- Polska z góry. Zamki, dworki, pałace 4 – dokumentalny serial telewizyjny
- Polska z góry. Zamki, dworki, pałace 5 – dokumentalny serial telewizyjny
- Cena władzy – spektakl Teatru Telewizji (wspólnie z Robertem Miękusem)
- Powrót pisarzy emigracyjnych – dokumentalny serial telewizyjny[22]

## Konsultacje historyczne
- Magnezja – film fabularny[23]
- Portret przeszłości 1920 – film dokumentalny[24]
- Piloci – musical[25]